# Моряк (кінотеатр)
Кінотеатр «Моряк» — кінотеатр на Північній стороні Севастополя розташований на вулиці Леваневського, 27. Був уведений в експлуатацію 9 травня 1959 року. Очолює кінотеатр ветеран кінофікації Н. А. Єршова.
Кінотеатр входить до складу КУ «Кіновідеопрокат» та фінансується з міського бюджету. Це єдине на Північній стороні приміщення, у залі якого крім демонстрації кінофільмів, проходять збори, конференції, зустрічі з депутатами, концерти та свята і єдиний у місті кінотеатр, пріоритетним напрямом діяльності якого є екранізація світової класики. 
Активно відвідують кінотеатр школи Північної сторони №№ 9, 31, 40, 53, а також № 27 (селище Любимівка) та № 28 (Інкерман). Уроки літератури з показом фільмів проводяться в зручний для шкіл час. 
До всіх знаменних дат в кінотеатрі проводяться безкоштовні кіносеанси для дітей та людей похилого віку.